# Princess Royal (Schiff, 1912)
Die Princess Royal, auch HMS Princess Royal, benannt nach Louise, Princess Royal, der ältesten Tochter Eduards VII. und Schwester Georgs V., war ein Schlachtkreuzer der Lion-Klasse der Royal Navy aus der Ära des Ersten Weltkrieges. Ihr Schwesterschiff war die Lion, neben ihr hatte sie noch ein Halbschwesterschiff, die Queen Mary. Sie, ihr Schwesterschiff und das Halbschwesterschiff wurden aufgrund ihrer Ästhetik von den Briten Splendid Cats genannt.

## Geschichte

### Bau
Die HMS Princess Royal wurde mit dem Haushalt für 1909 beschlossen und am 2. Mai 1910 bei Vickers, Barrow-in-Furness Kiel gelegt. Der Stapellauf erfolgte am 29. April 1911, die Indienststellung am 14. November 1912. Während des Baus wurde von der ursprünglich vorgesehenen Positionierung des vorderen Schornsteins abgewichen und er hinter dem Hauptmast errichtet und etwa 2,5 m höher aufgeführt sowie statt eines Dreibeinmastes ein Pfahlmast als Hauptmast gebaut, um den Rauch weiter von der Brücke entfernt entweichen zu lassen. Dies war eine Folge der mit HMS Lion gemachten Erfahrungen. Die Bauzeit belief sich auf etwa 30 Monate, die Baukosten betrugen ca. 2,08 Mio. £.

### Einsätze im Ersten Weltkrieg
Während des Ersten Weltkrieges war die Princess Royal dem 1. Schlachtkreuzergeschwader der Grand Fleet zugeteilt. Am 28. August 1914 nahm sie am Seegefecht bei Helgoland teil. Von Oktober bis Dezember sicherte sie Konvoys zwischen Großbritannien und Konana. Nach der vernichtenden Niederlage des britischen Kreuzergeschwaders unter Admiral Cradock in der Seeschlacht von Coronel wurde sie im November 1914 gegen den Willen von Admiral Jellicoe, dem Oberbefehlshaber der Grand Fleet, zur Jagd auf das Ostasiengeschwader Graf Spees in die Karibik beordert, um eine mögliche Durchfahrt der deutschen Schiffe durch den im August 1914 neu eröffneten Panamakanal, welche mit drei Schiffen gleichzeitig möglich gewesen wäre, abzufangen.

#### Doggerbank
Am 24. Januar 1915 nahm sie am Gefecht auf der Doggerbank teil. Dabei zerstörte sie im Verband mit anderen Schlachtkreuzern den aufgrund seiner unterlegenen Geschwindigkeit zurückgebliebenen Panzerkreuzer Blücher aus naher Distanz.

#### Skagerrak
Am 31. Mai 1916 kämpfte sie in der Skagerrakschlacht. Dabei wurde das Schiff von neun schweren Granaten getroffen. Insgesamt starben 22 Matrosen, 81 wurden verletzt. Ab dem 19. August 1916 war sie wieder einsatzfähig.

#### Weitere Kriegsdauer und Zwischenkriegszeit
Sie nahm noch an mehreren Unternehmungen der Royal Navy in der Nordsee gemeinsam mit HMS Lion teil, bei denen es am 17. November 1917 zu einem Seegefecht bei Helgoland kam, in der sie jedoch keine Schäden erlitt.
Als die Royal Navy aufgrund der Bestimmungen des Washingtoner Flottenabkommens ihren Bestand an Großkampfschiffen verringern musste, wurde HMS Princess Royal im Dezember 1922 außer Dienst gestellt und im Januar 1926 zur Verschrottung verkauft.

## Unterschiede zu HMS Lion und Umbauten
HMS Princess Royal unterschied sich in zwei Bereichen von ihrem Schwesterschiff. Zum Ersten war sie etwas stärker und etwa 1,5 kn (etwa 2,5 km/h) schneller. Zum anderen wurde bei ihr 1917 das letzte Backbordgeschütz der Mittelartillerie entfernt. Sie erhielt bei einem Umbau Stützen für ihren Hauptmast und 1917 Scheinwerfer am Hauptmast und dem dritten Schornstein. Diese Umbauten wurden auch bei HMS Lion durchgeführt.